# Michael Schenker Group

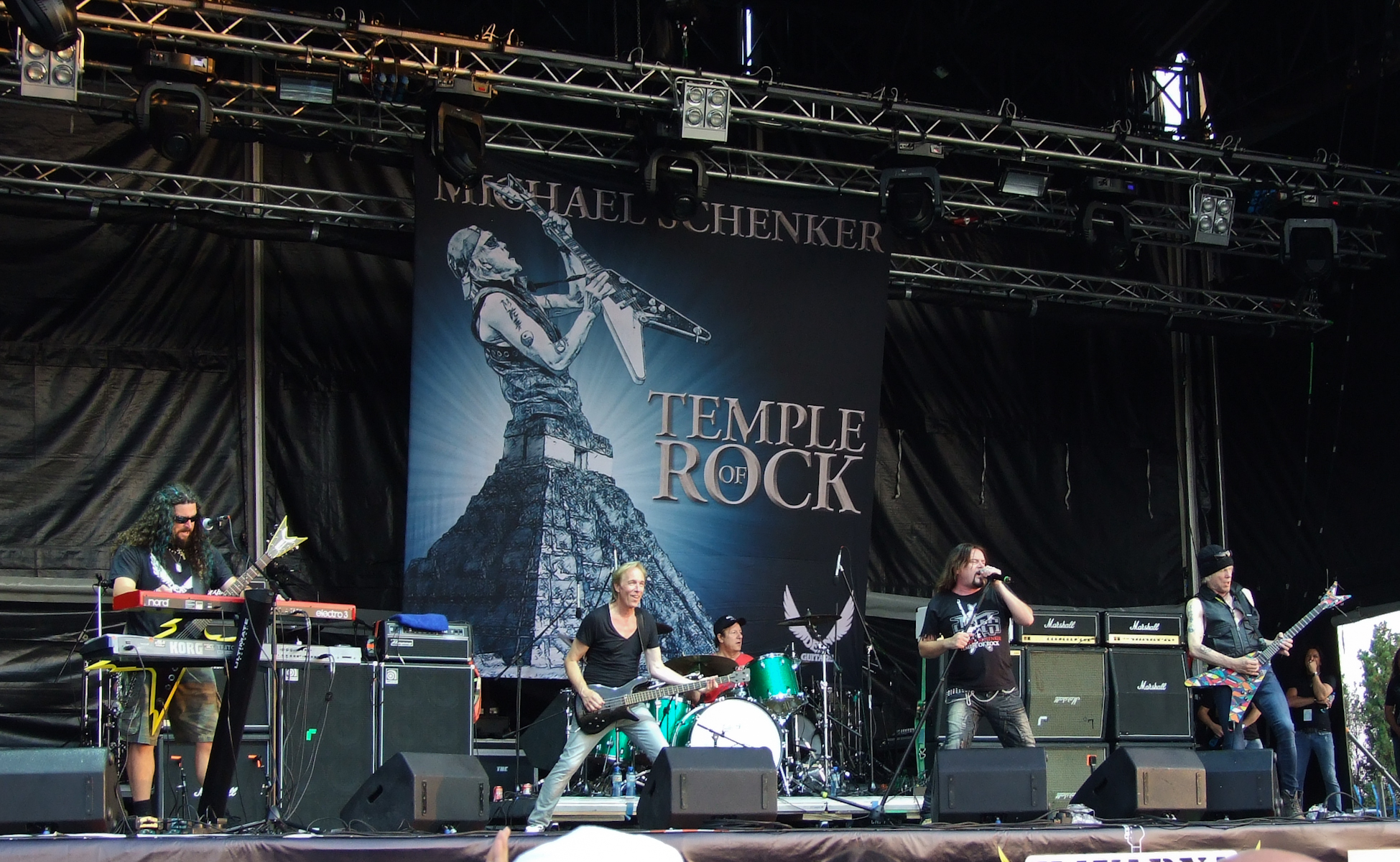

Michael Schenker Group (MSG) är ett tyskt hårdrocksband bildat 1980 och som släppt ett tiotal album sedan dess.
Gruppens frontfigur är gitarristen Michael Schenker som tidigare spelat med Scorpions och UFO.
1986 kom sångaren Robin McAuley (från Far Corporation) med i gruppen. Gruppen bytte då namn till McAuley Schenker Group. Fortfarande fungerade förkortningen MSG.

## Medlemmar
- Michael Schenker (gitarr) 1980-Nutid
- Robin McAuley (sång, ex Far Corporation) 1986-Nutid
- Andy Nye (keyboard) 1983-Nutid
- Chris Glen (bas) 1981-Nutid
- Ted McKenna (trummor) 1982-Nutid
- Gary Barden (sång) 1980-1981 1983-1986
- Graham Bonnet (sång, ex Rainbow) 1982
- Paul Raymond (keyboard, ex UFO) 1981-1983
- Don Airey (keyboard, ex Rainbow) 1980
- Mo Foster (bas) 1980
- Simon Phillips (trummor) 1980
- Cozy Powell (trummor, ex Rainbow) 1981-1982
- Leif Sundin (sång) 1995–1997, 2007–2008